# Tympanobasis
Tympanobasis (tiếng Hy Lạp cổ: Τύμπανο + βάσις) là một chi bướm đêm thuộc họ Erebidae. Các miêu tả ba loài sống ở Trung Mỹ, ở các khu vực của Nicaragua, Costa Rica và Panama. Các loài theo tên tumicosta, plerogoneis và thyrsipalpis được miêu tả bởi Hampson năm 1926.